# Bundesrat
O Bundesrat alemão (alemão: [ˈbʊndəsˌʁaːt] (escutarⓘ), lit.  "Conselho Federal") é um corpo legislativo que representa os dezesseis Länder (estados federados) da Alemanha no nível federal (em alemão: Bundesebene). O Bundesrat se reúne na antiga Câmara dos Senhores Prussianos em Berlim. Seu segundo assento está localizado na antiga capital da Alemanha Ocidental, Bonn.
O Bundesrat legisla juntamente com o Bundestag. O Bundesrat é composto por membros nomeados pelos governos estaduais, enquanto o Bundestag é formado por representantes diretamente eleitos pelo povo alemão. Certas leis e todas as mudanças constitucionais necessitam do consentimento de ambas as casas. Devido à sua função um tanto semelhante, o Bundesrat é às vezes (controversamente) descrito como uma câmara alta do parlamento, à semelhança do Senado dos Estados Unidos, do Senado Canadense, do Senado Australiano e da Câmara dos Lordes Britânica.
O nome "Bundesrat" foi utilizado por corpos semelhantes na Confederação da Alemanha do Norte (1867) e no Império Alemão (1871). O predecessor do Bundesrat na República de Weimar (1919–1933) foi o Reichsrat.
A composição política do Bundesrat é afetada por mudanças no poder nos estados da Alemanha, e assim por eleições em cada estado. Cada delegação estadual no Bundesrat é nomeada pelo governo estadual. Em contraste com a maioria dos parlamentos, os membros do Bundesrat não possuem mandato livre, e todos os membros de uma delegação estadual devem votar da mesma forma em cada votação. O Bundesrat é um corpo contínuo e não possui períodos legislativos. Por razões organizacionais, o Bundesrat estrutura seu calendário legislativo em anos de negócios (Geschäftsjahre), começando a cada ano em 1º de novembro. Cada ano de negócios é congruente com o mandato de um ano da Presidência do Bundesrat. As sessões têm sido contadas continuamente desde a primeira sessão em 7 de setembro de 1949. A 1.000ª reunião plenária do Bundesrat ocorreu em 12 de fevereiro de 2021 e foi aberta com um discurso pelo Presidente da Alemanha, Frank-Walter Steinmeier.

## História

### Confederação Germânica
O predecessor histórico do Bundesrat foi a Convenção Federal (Diet da Confederação) da Confederação Germânica (1815–1848, 1850/1851–1866). Essa Convenção Federal consistia nos representantes dos estados membros. A primeira lei fundamental (Bundesakte) da Confederação Germânica listava quantos votos cada estado membro possuía, para duas formações diferentes da dieta. A dieta era o único órgão – não havia divisão de poderes. A dieta era presidida pelo representante da Áustria.
Na revolução de 1848, o Bundestag transferiu seus poderes para o Regente Imperial e foi reativado apenas em 1850/1851. Várias outras tentativas de reformar a Confederação envolviam a manutenção do Bundestag e a adição de um parlamento e um tribunal. Uma dessas tentativas, o proposto Ato de Reforma de 1863, introduziu o termo Bundesrath. Com a dissolução da Confederação em agosto de 1866, a dieta e a lei federal foram encerradas.

### Confederação Germânica do Norte e Império Alemão (1867–1918)
Em 1º de julho de 1867, a Confederação Germânica do Norte foi estabelecida como um estado confederal. O Reichstag, eleito pelos homens da Confederação Germânica do Norte, era um dos corpos legislativos. O outro era o Bundesrath (grafia antiga). Esse órgão foi modelado expressamente após a antiga dieta. Quando a Confederação foi transformada e renomeada para Deutsches Reich (Império Alemão) em 1871, o Bundesrat manteve seu nome.
Embora nomeados pelos governos estaduais como hoje, os delegados do Bundesrat original – assim como os do Reichsrat – eram geralmente funcionários públicos de alto escalão, e não membros do gabinete. O Bundesrat original era muito poderoso; ele tinha o direito de iniciativa legislativa e todo projeto de lei (incluindo o orçamento) precisava de seu consentimento, equiparando-o ao Reichstag, eleito pelo povo. Também poderia, com o acordo do Imperador, dissolver o Reichstag.

### República Federal (desde 1949)
Com a fundação da República Federal da Alemanha após a Segunda Guerra Mundial e a adoção da Lei Fundamental como a nova constituição, a câmara dos estados foi reestabelecida, novamente sob o nome de Bundesrat. O novo Bundesrat, em termos de poder, ocupa uma posição intermediária entre o Bundesrat muito poderoso do império e o relativamente fraco Reichsrat da República de Weimar. O Bundesrat agora novamente possui o direito de iniciativa legislativa, mas seu direito absoluto de veto se aplica apenas a certas leis que afetam diretamente os estados federados; caso contrário, seus vetos podem ser derrubados pelo Bundestag com uma maioria absoluta. O mesmo se aplica ao orçamento federal.

## Composição

### Historicamente
Para a Dieta Federal de 1815, a lei básica (Bundesakte) estabeleceu duas formações diferentes. Na Plenária, para as decisões mais importantes, cada estado tinha pelo menos um voto. Os estados maiores, como Áustria, Prússia, Baviera, Saxônia, Hannover e Württemberg, tinham quatro votos cada; oito estados menores tinham dois ou três votos, e os 25 restantes tinham apenas um voto.
A Confederação Germânica do Norte foi uma entidade diferente da Confederação Germânica, mas também pode ser vista como o fruto de um longo debate de reforma dentro da Confederação Germânica. O novo Bundesrat até se referiu à antiga dieta no Artigo 6, quando redistribuiu os votos para cada estado. A Prússia, originalmente com quatro votos, obteve os votos dos estados que anexou em 1866, ou seja, Hannover, Hesse-Kassel, Holstein, Nassau e Frankfurt, totalizando 17 votos. O número total de votos em 1867 era 43 votos.
Quando os estados do Sul da Alemanha se uniram em 1870/71, as constituições federais revisadas alocaram novos votos para eles. A Baviera tinha seis votos, Württemberg quatro, Baden três e (todo o território de) Hesse-Darmstadt três. O número total subiu para 58 votos e, em 1911, com três novos votos para a Alsácia-Lorena, chegou a 61 votos. Os votos da Prússia permaneceram em 17.
Para colocar os votos da Prússia em contexto: 80% dos norte-alemães viviam na Prússia, e após 1871, a Prússia correspondia a dois terços da população e do território da Alemanha. A Prússia foi sempre sub-representada no Bundesrat.
| Estado                     | Notas                                | Votos |
| -------------------------- | ------------------------------------ | ----- |
| Prússia                    | (incluindo estados anexados em 1866) | 17    |
| Baviera                    |                                      | 6     |
| Saxônia                    |                                      | 4     |
| Württemberg                |                                      | 4     |
| Baden                      |                                      | 3     |
| Hesse                      |                                      | 3     |
| Mecklenburg-Schwerin       |                                      | 2     |
| Brunswick                  |                                      | 2     |
| 17 outros pequenos estados | cada um com 1 voto                   | 17    |
| Alsácia-Lorena             | após 1911                            | 3     |
| Total                      |                                      | 61    |

### República de Weimar
O Reichsrat, como uma primeira versão, não tinha um número fixo de votos para os estados membros. Em vez disso, introduziu o princípio de que o número de votos dependia do número real de habitantes. Originalmente, os estados tinham um voto a cada 1 milhão de habitantes. Em 1921, isso foi reduzido para 700.000 habitantes por voto.
Nenhum estado podia ter mais de 40% dos votos. Isso foi considerado uma cláusula antiborussica, equilibrando a posição dominante da Prússia, que ainda abrigava aproximadamente dois terços da população alemã. Além disso, desde 1921, metade dos votos prussianos não eram dados pelo governo do estado da Prússia, mas pelas administrações das províncias prussianas.
Por exemplo, dos 63 votos em 1919, a Prússia tinha 25 votos, a Baviera sete e a Saxônia cinco. 12 estados tinham apenas um voto cada.

### Atualmente

Composição das coalizões governantes dos estados alemães

A composição do Bundesrat é diferente de outros corpos legislativos semelhantes que representam os estados (como o Conselho da Federação da Rússia ou o Senado dos EUA). Os membros do Bundesrat não são eleitos — seja por voto popular ou pelos parlamentos estaduais — mas são delegados pelo respectivo governo estadual. Eles não possuem um mandato livre (por exemplo, a maioria dos privilégios parlamentares no Bundesrat pode ser exercida apenas por um estado, não por um membro individual) e servem enquanto estiverem representando seu estado, não por um período fixo de tempo. No entanto, os membros do Bundesrat (sufixo "MdBR") desfrutam da mesma imunidade processual que os membros do Bundestag. Além disso, os membros do Bundesrat têm acesso ilimitado às sessões do Bundestag (onde possuem seus próprios bancos à esquerda do Presidente do Bundestag) e suas comissões, podendo se dirigir a ele a qualquer momento. Esse direito foi famoso em 2002, quando o então senador de Hamburgo, Ronald Schill, fez um discurso inflamado que foi amplamente condenado.
Normalmente, uma delegação estadual consiste no Ministro-Presidente (chamado de Prefeito Governante em Berlim, Presidente do Senado em Bremen e Primeiro Prefeito em Hamburgo) e outros ministros do gabinete (chamados de senadores em Berlim, Bremen e Hamburgo). Os gabinetes estaduais podem nomear tantos delegados quantos forem os votos do estado e geralmente o fazem, mas também podem enviar um único delegado para exercer todos os votos do estado. Todos os outros ministros/senadores geralmente são nomeados como delegados substitutos. Em qualquer caso, o estado tem que votar de forma unificada, ou seja, sem divisão de votos. Se membros do Bundesrat do mesmo estado votarem de maneira diferente, os votos do estado são contados como abstenção. Um exemplo famoso disso foi uma votação muito apertada em 2002 sobre uma nova lei de imigração do governo Schröder, quando o Vice-Ministro-Presidente de Brandemburgo, Jörg Schönbohm (CDU), votou contra e o Ministro de Estado Alwin Ziel (SPD) votou a favor. Como as eleições estaduais não são coordenadas em toda a Alemanha e podem ocorrer a qualquer momento, a distribuição de maiorias no Bundesrat pode mudar após qualquer dessas eleições. Mesmo sem uma nova eleição estadual, é possível que o parlamento estadual instale um novo governo estadual devido à formação de uma nova coalizão estadual.
O número de votos que um estado recebe é baseado em uma forma de proporcionalidade degenerativa de acordo com sua população. Dessa forma, estados menores têm mais votos do que uma distribuição proporcional à população concederia. A presença das pequenas cidades-estado de Bremen, Hamburgo e Berlim impede que o Bundesrat tenha a tendência rural e conservadora de outros corpos legislativos semelhantes, que tendem a ser favorecidos por estados pequenos. A alocação de votos é regulamentada pela Constituição Alemã (Grundgesetz). Todos os votos de um estado são dados de uma só vez — seja a favor, contra ou em abstenção de uma proposta. Cada estado tem direito a pelo menos três votos, e no máximo seis. Estados com mais de
- 2 milhões de habitantes têm 4 votos,
- 6 milhões de habitantes têm 5 votos,
- 7 milhões de habitantes têm 6 votos.

Por convenção, os estados governados pelo SPD são resumidos como A-Länder, enquanto os com governos liderados pelo CDU ou CSU são chamados de B-Länder.

## Votação
Em contraste com muitos outros corpos legislativos, os delegados ao Bundesrat de qualquer estado são obrigados a votar os votos do estado como um bloco único (já que os votos não pertencem ao delegado respectivo). Os delegados não são membros independentes do Bundesrat, mas representantes instruídos pelos governos dos estados federados. Se os membros de uma delegação votarem de maneira diferente, o voto de todo o estado é considerado inválido. Essa tradição tem origem no Bundesrat de 1867. É uma exigência constitucional.
Os delegados de um estado são iguais entre si no Bundesrat, portanto, o ministro-presidente não tem direitos especiais em comparação aos seus ministros. Contudo, é possível (e até mesmo comum) que um dos delegados (o Stimmführer, "líder dos votos"—normalmente o ministro-presidente) vote todos os votos do respectivo estado, mesmo que os outros membros da delegação estejam presentes. Na prática, se os diferentes partidos que formam um governo estadual discordarem sobre votar a favor de uma proposta, toda a delegação do estado se abstém.
Entre 1949 e 1990, Berlim Ocidental foi representada por quatro membros, eleitos pelo seu Senado, mas devido ao status jurídico ambíguo da cidade, esses membros não tinham direito de voto.

### Vetos de partidos para leis de consentimento
Como os governos de coalizão são comuns nos estados, os estados frequentemente escolhem se abster caso sua coalizão não consiga chegar a um consenso. A abstenção tem o mesmo efeito que votar contra uma proposta, pois todas as decisões do Bundesrat exigem uma maioria de cadeiras (ou seja, 35) a favor, e não apenas uma maioria dos votos computados ou uma maioria dos delegados presentes.
Para as leis que exigem o consentimento explícito do Bundesrat (Zustimmungsgesetze, leis de consentimento), essas abstenções significam que vários partidos políticos representados no Bundesrat possuem um veto de facto sobre a legislação, pois podem bloquear os votos de 35 ou mais cadeiras.
Durante a coalizão semáforo de 2021–2024, dois dos três partidos do governo detinham tal veto (SPD e Verdes, não o FDP), assim como a oposição CDU/CSU, o que levou a uma coalizão de facto de quatro partes. Durante os 16 anos anteriores sob a chanceler Angela Merkel, os Verdes possuíam tal veto e o usaram para manter o preço dos certificados de emissão.
Devido à ameaça de veto da oposição, o governo busca a aprovação prévia da oposição com poder de veto. Caso um acordo falhe, o governo tende a arquivar as leis para evitar parecer incapaz de agir. Essa autodisciplina legislativa do governo federal aparece em análises empíricas da legislação federal.
As leis de consentimento constituem a maioria das leis politicamente importantes, representando um terço do total.

## Presidência
Originalmente, de 1867 a 1918, o Bundesrat era presidido pelo chanceler, embora ele não fosse um membro e não tivesse direito a voto. Essa tradição foi mantida em certa medida quando, desde 1919, o Reichsrat ainda precisava ser presidido por um membro do governo imperial (geralmente o ministro do interior).
Desde 1949, a presidência rota anualmente entre os Ministros-Presidentes de cada um dos estados. Isso é estabelecido pelo Königsteiner Abkommen, começando pelo estado federado com a maior população e seguindo em ordem decrescente. O Presidente do Bundesrat convoca e preside as sessões plenárias do órgão e é formalmente responsável por representar a Alemanha em questões relativas ao Bundesrat. O presidente é auxiliado por dois vice-presidentes que desempenham um papel consultivo e o substituem na ausência do presidente; o predecessor do presidente atual é o primeiro vice-presidente, e o seu sucessor presumido é o segundo vice-presidente. Juntos, os três formam o comitê executivo do Bundesrat.
O Presidente do Bundesrat ("Bundesratspräsident") é o quarto na ordem de precedência, depois do Presidente Federal, o Presidente do Bundestag, o Chanceler e antes do Presidente do Tribunal Constitucional Federal. O Presidente do Bundesrat assume o cargo de Presidente Federal da Alemanha, caso o cargo de Presidente Federal fique vago.